# Eucinetus enavanis
Eucinetus enavanis is een keversoort uit de familie buitelkevers (Eucinetidae). De wetenschappelijke naam van de soort werd in 1979 gepubliceerd door Stanislav Vit.